# Annals of Physics
Die Annals of Physics ist eine US-amerikanische Physik-Zeitschrift mit Peer-Review, die zuerst bei Academic Press und dann bei Elsevier erschien. Der Zusatz New York in der allgemein gebräuchlichen Abkürzung Ann. Phys. (NY) stammt vom ursprünglichen Erscheinungsort bei Academic Press und dient der Unterscheidung von den Annalen der Physik [Ann. Phys. (Leipzig)] und den Annales de Physique [Ann. Phys. (Paris)].
Die Annals erscheinen seit 1957, damals in drei Monatsausgaben. Die ursprünglichen Herausgeber und Gründer waren Philip M. Morse, Bernard T. Feld, Herman Feshbach und Richard Wilson vom MIT. Zurzeit ist Francesco Sannino Herausgeber. Ein früherer Herausgeber war  der Physik-Nobelpreisträger Frank Wilczek.